# Wardak
Wardak (paschtunisch ميدان وردګ, Dari: وردک), auch Maidan Wardak oder Maidan genannt, ist eine Provinz in Afghanistan mit 660.258 Einwohnern (Stand: 2020). Die Fläche beträgt 10.348 Quadratkilometer.
Die Hauptstadt der Provinz ist Maidan Shar, während der bevölkerungsreichste Bezirk der Provinz Saydabad ist. Die Provinz ist nach einem Paschtunischen Stamm benannt (Wardak). Des Weiteren ist Wardak multiethnisch. Zu den ethnischen Gruppen der Provinz gehören Paschtunen, Tadschiken, Hazaras und eine kleine Population von Qizilbashs.

## Verwaltungsgliederung
Die Provinz Wardak gliedert sich in 8 Distrikte (woluswali):

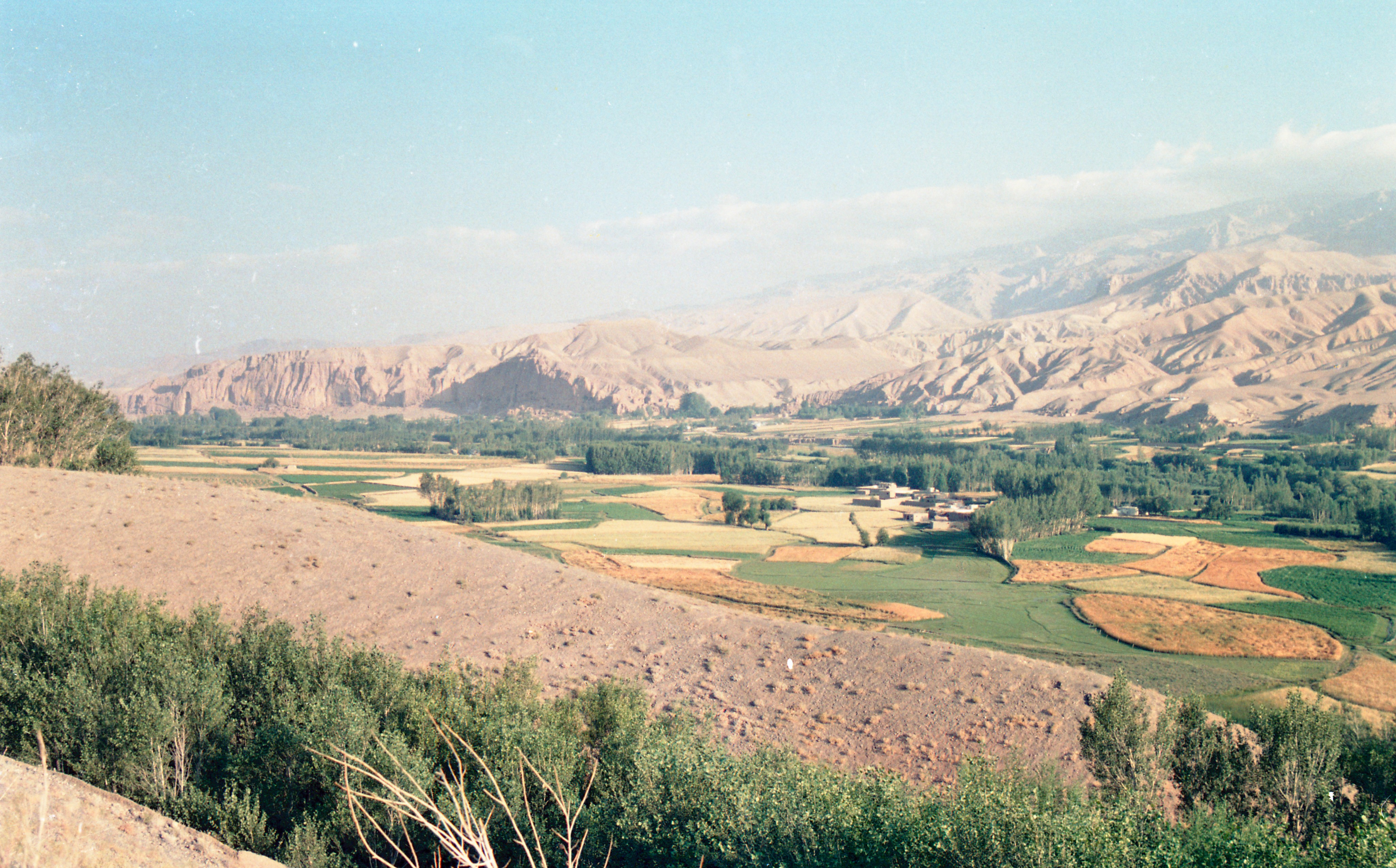
Saydabad September 1988

- Chaki Wardak
- Day Mirdad
- De Besud Markas
- Hisa-l-Awali Bihsud
- Jalrez
- Maidan Shar
- Nirkh
- Saydabad Saydabad September 1988

## Söhne und Töchter der Provinz
- Abdul Rahim Wardak (* 1940), afghanischer Politiker
- Parvez Tohman Yahya, persischer Geograf, Musiker und Dichter des 15. Jahrhunderts
- Margar Arif, persischer Widerstandskämpfer und Truppenführer im 19. Jahrhundert gegen die Engländer
- Mohammad Ahmad Khan Ariyar, persischer Wissenschaftler (Mathematiker und Physiker) und Geschichtsschreiber aus dem 15. Jahrhundert
- Ghulam Mohammad Farhad (1901–1984), Ingenieur und Politiker des 20. Jahrhunderts
- Abdul Haq Wardak (1940–2001), berühmter General der afghanischen Luftwaffe
- Atal Lawang (1904–1989), Dichter und Denker des 20. Jahrhunderts in Saydabad
- Samira Ashgari (* 1994), afghanische Sportfunktionärin, erstes IOC-Mitglied aus Afghanistan[3]